# Ivan Majeský
Ivan Majeský (* 2. September 1976 in Banská Bystrica, Tschechoslowakei) ist ein ehemaliger slowakischer Eishockeyspieler. In der National Hockey League absolvierte er insgesamt 202 Partien für die Florida Panthers, Atlanta Thrashers und Washington Capitals. In der schwedischen Elitserien war er für den Linköpings HC und Skellefteå AIK aktiv, in Finnland für Jokerit Helsinki und Ilves Tampere sowie für verschiedene Klubs der slowakischen und tschechischen Extraliga.

## Karriere

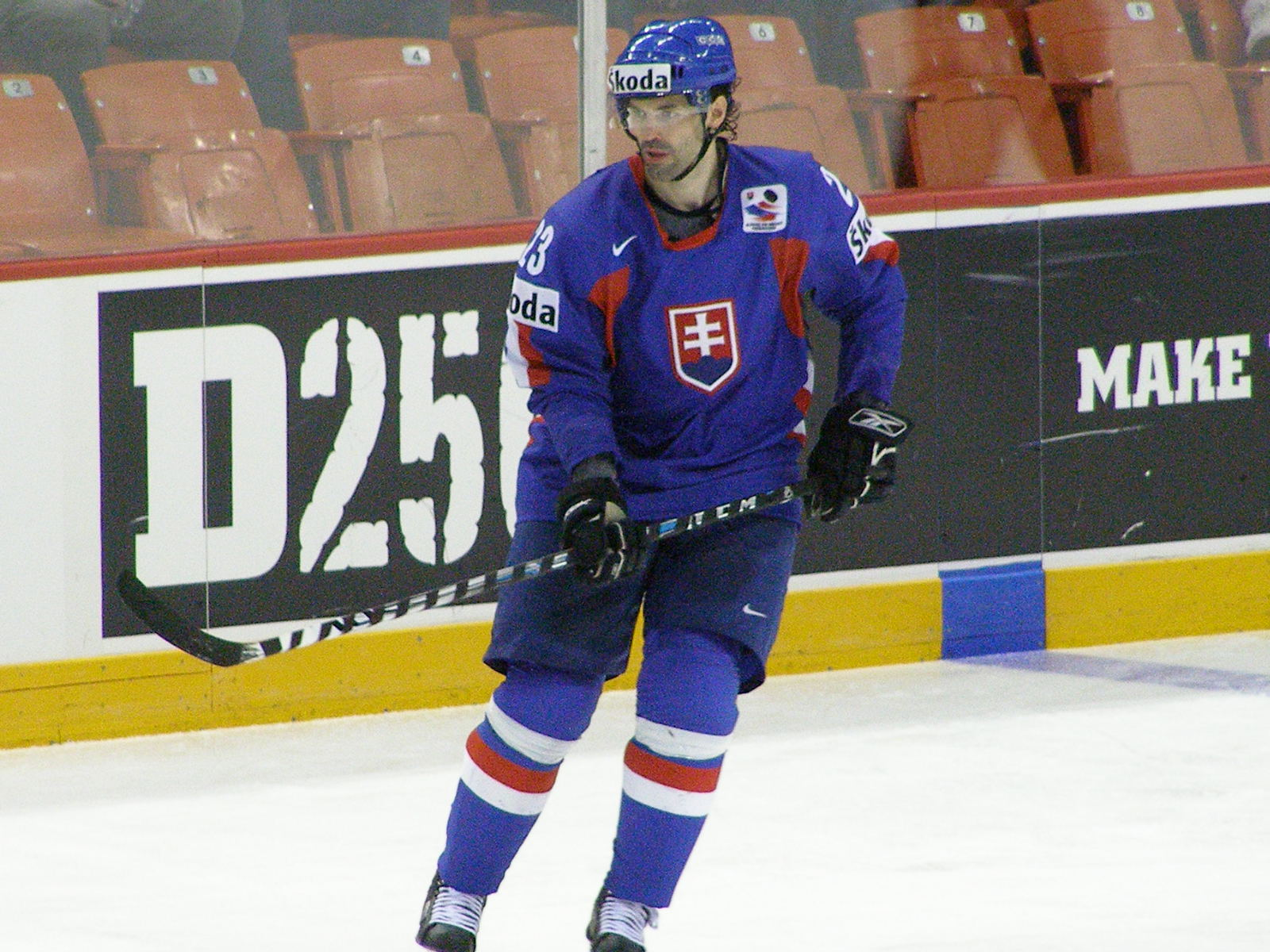
Majeský bei der Weltmeisterschaft 2008

Ivan Majeský begann seine Karriere als Eishockeyspieler beim ŠaHK Iskra Banská Bystrica, für den er von 1995 bis 1999 in der Slowakischen Extraliga aktiv war, ehe er kurz vor Ende der Saison 1998/99 zu deren Ligarivalen HKm Zvolen wechselte. Mit Zvolen wurde er in der folgenden Spielzeit Vizemeister. Daraufhin unterschrieb der Verteidiger einen Vertrag bei Ilves Tampere, für die er zwei Jahre lang in der finnischen SM-liiga auf dem Eis stand. In dieser Zeit wurde er im NHL Entry Draft 2001 in der neunten Runde als insgesamt 267. Spieler von den Florida Panthers ausgewählt, für die er in der Saison 2002/03 alle 82 Spiele der regulären Saison in der National Hockey League absolvierte. Nach einer Saison verließ der Slowake die Panthers wieder und spielte ebenfalls eine Spielzeit lang für deren Ligarivalen Atlanta Thrashers. 
Aufgrund des Lockouts in der NHL-Saison 2004/05 kehrte Majeský nach Europa zurück, wo er für den HC Sparta Prag aus der tschechischen Extraliga auflief. Nach Wiederaufnahme des Spielbetriebs in der NHL kehrte der Slowake nach Nordamerika zurück, wo er einen Einjahresvertrag bei den Washington Capitals erhielt. Auch bei den Capitals blieb der Rechtsschütze nur eine Saison lang, ehe er nach Europa zurückkehrte. In den folgenden drei Spielzeiten begann er die Spielzeit zweimal bei Kärpät Oulu und einmal für HIFK Helsinki aus der SM-liiga, um in Schweden einen steuervergünstigten Halbjahresvertrag zu erhalten. Dort beendete der Slowake die Saison jeweils beim Elitserien-Klub Linköpings HC. Mit den Schweden wurde er 2007 und 2008 jeweils Vizemeister. Die Saison 2009/10 begann er als Leihspieler in der tschechischen Extraliga beim HC Kladno und spielte anschließend für den Skellefteå AIK in der Elitserien. In der folgenden Spielzeit wurde er mit dem Skellefteå AIK ebenfalls schwedischer Vizemeister. 
Die folgenden zwei Spielzeiten begann er jeweils beim HC Kladno aus der tschechischen Extraliga und wechselte jeweils zum Jahreswechsel nach Skandinavien, einmal zum Linköpings HC, 2013 zu Jokerit. Für die Saison 2014/15 wurde er vom HC Kladno an den HC Olomouc ausgeliehen. Anschließend verkündete Majeský sein Karriereende, kehrte aber in den Saisons 2015/16 und 2016/17 jeweils für seinen Heimatverein aufs Eis zurück.

### International
Für die Slowakei nahm Majeský an den Weltmeisterschaften 2003, 2004, 2005, 2008, 2010 und 2011 teil. Des Weiteren stand er im Aufgebot der Slowakei bei den Olympischen Winterspielen 2002 in Salt Lake City sowie den Olympischen Winterspielen 2006 in Turin.

## Erfolge und Auszeichnungen
- 2000 Slowakischer Vizemeister mit dem HKm Zvolen
- 2003 Bronzemedaille bei der Weltmeisterschaft
- 2007 Schwedischer Vizemeister mit Linköpings HC
- 2008 Schwedischer Vizemeister mit Linköpings HC
- 2011 Schwedischer Vizemeister mit dem Skellefteå AIK

## NHL-Statistik
(Stand: Ende der Saison 2010/11)